# 德拉-塔菲拉勒特大區
德拉-塔菲拉勒特大區（阿拉伯语：درعة - تافيلالت）是摩洛哥的一個大區，位於該國西北部，首府設於拉希迪耶，始建於2015年9月，面積88,836平方公里，2014年人口1,635,008，人口密度每平方公里18人。